# Бирлешть (Ясси)
Бирлешть, Бирлешті (рум. Bârlești) — село у повіті Ясси в Румунії. Входить до складу комуни Ербічень.
Село розташоване на відстані 325 км на північ від Бухареста, 27 км на північний захід від Ясс.

## Населення
За даними перепису населення 2002 року у селі проживали 762 особи, усі — румуни. Усі жителі села рідною мовою назвали румунську.